# Tề Trang công (Quang)
Tề Hậu Trang công (chữ Hán: 齊後莊公; cai trị: 553 TCN – 548 TCN), tên thật là Khương Quang (姜光), là vị vua thứ 25 của nước Tề - chư hầu nhà Chu trong lịch sử Trung Quốc.

## Thời Tề Linh công
Ông là con trai trưởng của Tề Linh công – vua thứ 24 nước Tề. Tề Linh công có vợ cả là Nhan Ý Cơ người nước Lỗ, nhưng Nhan Ý Cơ không có con. Cháu gái Ý Cơ được làm vợ lẽ Tề Linh công sinh ra Khương Quang.
Năm 571 TCN, Tấn Điệu công mang quân đánh Tề. Vua cha Tề Linh công không chống nổi, Khương Quang phải sang nước Tấn làm con tin để vua Tấn cho giảng hòa. Năm 563 TCN, Khương Quang được trở về nước. Tề Linh công lập ông làm thế tử, sai đại phu Cao Hậu giúp ông.
Năm 555 TCN, Tấn Bình công tập hợp quân 12 nước chư hầu cùng đánh Tề. Tề Linh công bỏ chạy về Lâm Tri, lại bị vây hãm, định bỏ nốt kinh thành chạy về Bưu Đường. Khương Quang cùng tướng Quách Vinh nhất quyết can ngăn. Tề Linh công định lên xe ngựa, thế tử Quang rút gươm chặt cương ngựa đi để ngăn lại. Tề Linh không buộc phải ở lại. Quả nhiên sau đó quân chư hầu đốt phá nhà cửa ở ngoại thành rồi rút đi.
Vua cha Linh công lấy 2 người vợ thứ là Trọng Cơ và Nhung Cơ. Trọng Cơ cũng sinh được con trai là Khương Nha, thấy Nhung Cơ được Linh công sủng ái bèn nhờ Nhung Cơ giúp. Linh công yêu con nhỏ bèn điều Khương Quang đi trấn thủ phía đông và sai Cao Hậu giúp cho Khương Nha.
Năm 554 TCN, Tề Linh công ốm nặng. Khương Quang được đại phu Thôi Trữ ủng hộ, đón về Lâm Tri lập làm thế tử. Ông giết chết mẹ kế Nhung Cơ. Sau đó vua cha Tề Linh công qua đời, ông lên nối ngôi, tức là Tề Trang công.
Ngay sau khi lên ngôi, Tề Trang công sai mang Khương Nha ra gò Câu Độc giết chết. Ba tháng sau, người giúp Nha là Cao Hậu cũng bị Thôi Trữ giết chết.

## Xung đột với nước Tấn
Nghe tin nước Tề có xung đột nội bộ, Tấn Bình công lại đánh Tề. Quân Tấn tiến tới đất Cao Đường mới rút lui.
Năm 551 TCN, đại phu nước Tấn là Loan Doanh xung đột với các họ công thần khác, phải chạy sang nước Tề. Tề Trang công thu nhận và đối đãi rất hậu để dùng làm con bài chống Tấn. Án Anh và Điền Văn Tử can nhưng Tề Trang công không nghe.
Năm 550 TCN, Tề Trang công giúp quân cho Loan Doanh lẻn về thành Khúc Ốc nước Tấn; Tề Trang công mang quân theo sau, tiến tới núi Thái Hàng, vào Mãnh Môn. Sau đó Loan Doanh bị bại trận và bị diệt tộc, Tề Trang công phải lui về giữ Triều Ca, rồi nhân đó mang quân đánh nước Cử. Vua Cử phải mang lễ tới biếu Trang công xin giảng hòa để ông lui quân.

## Ham sắc hại thân
Thôi Trữ có công giúp Tề Trang công lên ngôi. Trang công thấy vợ Thôi Trữ là Đường Cơ (vốn là em gái Đông Quách Yển, vợ cũ của Đường công đã mất) đẹp nên thường đến tư thông. Dù người hầu can ngăn nhưng Tề Trang công không nghe theo, vẫn lén lút quan hệ với Đường Cơ.
Thôi Trữ biết chuyện rất tức giận, nảy ý định giết Trang công. Năm 548 TCN, nhân dịp Trang công mở tiệc đãi vua nước Cử, Thôi Trữ giả ốm không dự. Trang công nghe tin bèn nhân danh đến thăm Thôi Trữ để gặp Đường Cơ. Khi Trang công vào nhà, Thôi Trữ sai Đường Cơ dụ vào phòng rồi khóa kín và điều thủ hạ vây bắt. Tề Trang công vội bỏ chạy lên đài muốn gặp Thôi Trữ xin tha mạng nhưng thủ hạ của Thôi Trữ tuyên bố chỉ làm theo lệnh của Thôi Trữ để giết kẻ dâm đãng. Cuối cùng Tề Trang công vượt tường định trốn ra, bị bắn trúng chân ngã xuống và bị quân Thôi Trữ xông tới đâm chết. Nhiều vệ sĩ đi theo ông cũng bị giết, một số người khác bỏ trốn.
Thôi Trữ an táng ông tại xóm Sĩ Tôn. Tả truyện mô tả đám tang Trang công được Thôi Trữ cử hành không trang trọng như nghi lễ cho vua chư hầu: không dẹp người đi đường, số quạt ít hơn và số cỗ xe kéo cũng ít hơn quy định nghi lễ.
Thôi Trữ lập người em khác mẹ của Trang công là Khương Chử Cữu lên làm vua, tức là Tề Cảnh công.

## Án mạng trong sử nước Tề
Vụ án Tề Trang công bị giết được quan Thái sử nước Tề chép: "Thôi Trữ giết vua là Quang". Thôi Trữ bắt quan thái sử chép khác đi, thái sử không chịu nên bị Thôi Trữ giết chết.
Người em quan thái sử chép lại như anh mình vào quốc sử nước Tề. Thôi Trữ nổi giận lại giết người đó. Đến người em thứ 3 chép nguyên cũng bị giết. Tới khi người em thứ tư không chịu thay đổi theo lệnh của Thôi Trữ, Thôi Trữ đành thôi không giết người chép sử nữa. Vụ việc này được người đời sau nhắc đến nhiều, với lời ca ngợi tấm gương ngay thẳng không sợ chết để ghi lại sự thật của các sử quan nước Tề.
Hơn 1 năm sau, Thôi Trữ bị Khánh Phong tiêu diệt. Sau đó các vệ sĩ còn sống sót của Tề Trang công là Lư Bồ Miết và Vương Hà liên kết với các đại phu nước Tề tiêu diệt Khánh Phong để báo thù cho Tề Trang công.

## Trong văn học
Tề Trang công xuất hiện trong tiểu thuyết Đông Chu liệt quốc của Phùng Mộng Long từ hồi 62 đến hồi 65. Ông thu phục các lực sĩ nổi tiếng trong và ngoài nước Tề như Thực Xước, Quách Tối, Châu Xước, Hình Khoái, Giả Cử, Lư Bồ Miết, Vương Hà. Ông rất tham vọng trong cuộc chiến với nước Tấn và ra tham gia giúp đại phu Loan Doanh bị thất sủng về nước Tấn, nhưng cuối cùng Loan Doanh thất bại buộc ông phải đình chiến. Cuối cùng ông bị giết tại nhà Thôi Trữ do đến gặp Đường Cơ.